# 西塞英雄谱
《西塞英雄谱》（英語：Buffalo Bill and the Indians, or Sitting Bull's History Lesson），又译《水牛比尔和印第安人》，完整翻译则为《水牛比尔和印第安人，或者坐牛的历史课》。它是一部1976年的修正主义西部片，由罗伯特·奥特曼执导。影片来自于亚瑟·科皮特的戏剧《印第安人》。影片的主演包括保罗·纽曼、傑拉爾丁·卓別林、威尔·桑普森、乔厄尔·格雷、哈维·凯特尔，及伯特·兰开斯特等。保罗·纽曼饰演了绰号“水牛比尔”的威廉·弗·科迪，伯特·兰开斯特则饰演了比尔的传记作者内德·邦特兰。
如同在其之前的电影《陆军野战医院》中一样，奥特曼串连出了一张美国历史的英雄谱，将其概念定为了高贵的白人与残忍的野蛮人们开战，最终赢得了西部。不过，这部电影在它上映时并不受欢迎，因为这个国家正在庆祝建国两百年。

## 剧情
故事开始于1885年，一位重要的新明星客人来到了“水牛比尔”科迪的盛大的幻想之中，他便是因小大角羊战役而闻名的坐牛酋长。令科迪大为烦扰的是，坐牛原来不是一个杀人放火的野蛮人，而是白人所相信的关于他们在西部的自己的历史的真真切切的体现。他非常英雄，而且道德纯净。
坐牛还拒绝将“卡斯特的最后坚持”描述为一场懦弱的偷袭。相反，他还要科迪将到处抢劫的士兵们对一个和平的苏族村庄进行大屠杀的一幕表演出来。被激怒的科迪对他开火，但是当大明星安妮·奧克利站在了坐牛一边时，科迪被迫态度温和了起来。

## 演员
- 保罗·纽曼饰水牛比尔
- 傑拉爾丁·卓別林（英语：Geraldine Chaplin）饰安妮·奧克利
- 伯特·兰开斯特饰内德·邦特兰（英语：Ned Buntline）
- 凯文·麦卡锡饰伯克（Burke）少校
- 乔厄尔·格雷（英语：Joel Grey）饰内特·索尔兹伯里（Nate Salisbury）
- 哈维·凯特尔饰埃德·古德曼（Ed Goodman）
- 约翰·康西丁（英语：John Considine (actor)）饰法蘭克·E·巴特勒
- 弗兰克·卡奎茨（Frank Kaquitts）饰坐牛
- 威尔·桑普森（英语：Will Sampson）饰霍尔西（Halsey）
- 帕特·麦科密克（英语：Pat McCormick (actor)）饰格罗弗·克利夫兰总统
- 谢莉·杜瓦尔饰弗朗西斯·克利夫蘭
- 阿伦·F·尼科尔斯（英语：Allan F. Nicholls）饰普伦蒂斯·英格勒厄姆（Prentiss Ingraham）
- 罗伯特·多奎（英语：Robert DoQui）饰奥斯瓦尔德·达特（Oswald Dart）
- 伊芙琳·利厄尔（英语：Evelyn Lear）饰妮娜·卡瓦利尼（Nina Cavallini）
- 迈克·卡普兰（Mike Kaplan）饰茹勒·基恩（Jules Keen）
- 伯特·雷姆森饰克拉奇（Crutch）
- 邦妮·利德斯（Bonnie Leaders）饰女次低音歌唱家
- 诺埃尔·罗杰斯（Noelle Rogers）饰露西尔·杜沙姆（Lucille DuCharme）
- 丹佛·派尔（英语：Denver Pyle）饰麦克劳克林（McLaughlin）
- 肯·克罗萨（Ken Krossa）饰约翰尼·贝克尔（Johnny Baker）
- 弗雷德·N·拉森（Fred N. Larsen）饰巴克·泰勒（Buck Taylor）
- 杰丽·杜斯（Jerri Duce）饰牛仔特技骑手
- 乔伊·杜斯（Joy Duce）饰牛仔特技骑手
- 亚历克斯·格林（Alex Green）饰墨西哥鞭子与快速拔枪表演者
- 加里·麦肯齐（Gary MacKenzie）饰墨西哥鞭子与快速拔枪表演者
- 汉弗莱·格拉茨（Humphrey Gratz）饰老军人
- 丹尼斯·科里（Dennis Corrie）饰大牧场主
- 帕特里克·雷诺兹（英语：Patrick Reynolds (actor)）饰克利夫兰总统助手

## 奥特曼的解释
跟奥特曼的许多电影一样，《西塞英雄谱》是一部在结构上情节不连贯的群戏。它随着日复一日的演出而展开，而在布景之后的情节则是“水牛比尔”科迪的著名的“狂野西部表演”。这是19世纪80年代的一部极为受欢迎的豪华娱乐演出，主演者是之前的印第安人战士、侦察兵以及水牛猎手。奥特曼用这样的设定来批判旧西部的艺术主题，将那些使得西部闻名的西部英雄们呈现为表演业务的创作品，使他们不再能从现实中将自己虚构的影像区分开。
奥特曼的科迪是一个胡吹乱侃的丑角。这个人自称是狂野西部之人，却在他自己制造的一个西部马戏团里，每日过着奢华的、装腔作势的生活。科迪的长发是假发。他不再能挺直地射击，也不能追踪印第安人了。而所有的他搬上舞台的与恶棍和野蛮人们战斗的战役，都是按他的偏爱而制作的。不过，这并没有阻止他将他的那些“丰功伟业”演得像真的一样，也没有阻止他的那些有耐心的、唯唯诺诺的随行人员因为关于他本人的无止尽的长篇大论而受折磨。
电影大多数场景是在加拿大的艾伯塔的外景拍摄地拍摄的，其中大多数又是在斯托尼印第安人保留区。在三个原住民群体合并之后的第二年，扮演坐牛的弗兰克·“坐风”·卡奎茨（Frank "Sitting Wind" Kaquitts）被选举为了艾伯塔纳科塔（斯托尼）第一民族的首位终身酋长。

## 评论反应
尽管这部电影上映时反应不佳，然而它在之后得到的赞誉更多。在“烂番茄”的评论中，它得到了82%的“新鲜”。《纽约时报》的文森特·坎比（Vincent Canby）写道：“这是一部有时放纵、杂乱、野心勃勃的电影。这种电影通常非常好笑，并且总是令人神魂颠倒。”

### 获奖
在1976年，该片参加了第26届柏林国际电影节，并在该电影节上赢得了金熊奖。